# 右攝提三
牧夫座υ，又名BD+16 2564，HD 120477、SAO 100725、HR 5200，是牧夫座的一颗恒星，视星等为4.07，位于銀經355.81，銀緯72.4，其B1900.0坐标为赤經13h 44m 39.2s，赤緯+16° 72.4′ 38″。